# Dune: House Harkonnen
Dune: House Harkonnen è un romanzo di fantascienza del 2000 di Brian Herbert e Kevin J. Anderson, il secondo del ciclo Il preludio a Dune. Fu pubblicato in un unico volume in lingua inglese, e venne in seguito tradotto e stampato in italiano in due volumi da Mondadori con il titolo Il preludio a Dune 3: I ribelli dell'Impero (2003) e Il preludio a Dune 4: Vendetta Harkonnen (2004).
Il romanzo si compone di diverse storie che si svolgono parallelamente su diversi pianeti dell'Impero, intersecandosi e interagendo l'una con l'altra. Esso raccontano le vicende dell'Impero Galattico 35 anni prima ai fatti narrati nel romanzo Dune.

## Trama
Su Kaitain, il pianeta dove sorge la capitale imperiale, l'imperatore Padishah dell'Universo Conosciuto, Shaddam Corrino IV, si rende conto che il suo potere è assai precario in quanto non ha ancora un erede maschio; la moglie, Anirul, appartenente alla Sorellanza Bene Gesserit, secondo gli ordini ricevuti, ha infatti partorito solo figlie femmine.
Altro problema per Shaddam è dato dalla potente casa Harkonnen, che detiene il monopolio della preziosissima Melange, che viene prodotta solo sul pianeta Arrakis, di cui gli Harkonnen sono governatori. In più il barone Vladimir Harkonnen, capo della casata, sta ammassando illegalmente grandi quantità di Spezia che gli potrebbero permettere di sovvertire l'ordine galattico.
Onde spuntare quest'arma, l'imperatore ed il suo fedele consigliere Hasimir Fenring si sono accordati coi Bene Tleilax, maestri nell'ingegneria genetica, per avviare il Progetto Amal, che ha l'obiettivo di sintetizzare della Spezia artificiale. Come responsabile del progetto i Tleilaxu hanno nominato Hidar Fen Ajidica, il quale ha richiesto di potersi installare sul pianeta Ix ove sorgono i più grandi laboratori dell'universo. L'imperatore ha quindi inviato i suoi fidati Sardaukar ad aiutare gli invasori tleilaxu, facendo loro ottenere una facile vittoria e l'occupazione del pianeta, scacciandone la famiglia Vernius, legittima detentrice del potere. I Bene Tleilax, bigotti e fanatici hanno imposto il loro giogo alla popolazione, impegnandoli duramente per la riuscita del progetto.
Su Caladan, intanto, il duca Leto Atreides, ha inviato Duncan Idaho a Ginaz dove ha sede la più importante scuola per maestri di spada, in modo da trasformare l'ardimentoso ragazzo in un efficiente combattente al servizio della sua casa, il corso durerà otto anni. I figli dell'ex-signore di Ix, Kailea Vernius e Rhombur Vernius, hanno trovato rifugio presso la corte di Leto, Rhombur è diventato amico intimo del duca, mentre la sorella ne è divenuta la concubina e gli ha dato un figlio, Victor; la ragazza vorrebbe che Leto la sposasse per far sì che il figlio divenga ufficialmente erede, ma egli, per ragioni politiche rifiuta, provocando in lei astio e risentimento, che aumentano ancora di più con l'arrivo di una dama di compagnia, Chiara, in realtà spia degli Harkonnen, nemici secolari degli Atreides, inviata come spia, ma che ben presto si rende conto di aver la possibilità di organizzare qualche azione più incisiva, fomentando ancor di più l'odio di Kailea verso Leto. Rhombur sta vivendo un periodo di forte frustrazione finché incontra una giovane Bene Gesserit, Tessia, che diviene la sua compagnia e che gli infonde la fiducia necessaria a cercare di riconquistare il trono perduto; egli riesce a mettersi in contatto con C'tair Pilru, che su Ix opera azioni di sabotaggio, ed a fargli avere qualche aiuto superando i rigidi controlli dei Saurdakar. 
I rapporti tra Kailea e Leto si complicano ancor più con l'arrivo di Jessica, una giovane Bene Gesserit, che la sorellanza ha inviato su Calidan come dono per il duca, ma che ha lo scopo di farsi ingravidare da Leto, generando una figlia che a sua volta, portando a termine il secolare piano genetico delle Bene Gesserit, dovrebbe generare il tanto atteso Kwisatz Haderach. Dapprincipio Leto rifiuta di avere rapporti con Jessica, restando fedele a Kailea, ma man mano che la situazione tra i due peggiora, si sente attratto dalla Bene Gesserit, che dimostra di capirlo. Anche Jessica, però, si sente affascinata dal duca, al punto da disobbedire agli ordini ricevuti e non generando la figlia voluta dalla Sorellanza.
Su Giedi Primo, pianeta natale della casa Harkonnen, il Barone Vladimir Harkonnen continua ad ingrassare a causa del morbo infettatogli dalla Reverenda Madre Gaius Helen Mohiam; dopo aver ucciso parecchi medici che non sono riusciti a guarirlo, decide di rivolgersi al Dottor Yueh, considerato il migliore dell'universo, e che accetta di curarlo per una cifra astronomica, in breve Yueh scopre la causa e rivela anche al barone che non c'è possibilità di cura. Il Barone decide di vendicarsi attaccando la casa madre delle Bene Gesserit, ma fallisce miseramente. 
Abulurd Harkonnen, fratellastro del Barone ma di carattere benevolo e tollerante, scopre su Lankiveil, il pianeta di cui è governatore, un deposito illegale di Spezia, nascosta dal Barone, decide di utilizzarla per migliorare le condizioni di vita dei suoi sudditi. Quando Glossu Rabban, figlio suo, ma che ha rinnegato i propri genitori per mettersi al servizio dello zio, scopre la scomparsa del Melange, strangola con le sue mani il padre, autosoprannominandosi Bestia, e rapisce il fratello Feyd-Rautha, ancora in fasce portandolo al Barone che lo crescerà secondo il suo stile.
Su Dune, mentre il giovane Liet Kynes continua, con l'aiuto dei Fremen, nella realizzazione del sogno di suo padre, Pardot Kynes, la trasformazione di un mondo deserto ed ostile in un paradiso lussureggiante, Lady Margot Fenring, moglie dell'osservatore imperiale, che è una Bene Gesserit continua le sue ricerche per appurare le cause della scomparsa di diverse consorelle tra cui la Reverenda Madre Ramallo. Finalmente, riesce a scoprire che, almeno quest'ultima, è riuscita ad integrarsi coi Fremen, introducendo nella loro cultura i miti della Missionaria Protectiva.
Gurney Halleck, un contadino di Giedi Primo, che ha assistito al rapimento di alcune donne, tra cui la sorella Bheth, da parte dei militari Harkonnen, decide di liberarla e fugge dalla propria fattoria. Riesce a ritrovare la sorella in un bordello militare ma, non riesce a liberarla, anzi viene catturato lui stesso, selvaggiamente picchiato ed infine inviato a lavorare, come schiavo, nelle miniere di marmo. Dopo alcuni anni di fatica e dolore riesce a nascondersi in un carico di marmo in partenza per Caladan, il pianeta degli Atreides. Qui giunto egli si presenterà al duca chiedendo di poter entrare nel suo esercito per poter combattere gli odiati Harkonnen.
Il conte Dominic Vernius, antico signore di Ix, rifugiatosi in una base segreta situata nella calotta glaciale di Arrakis, negli ultimi anni si era ad azione di pirateria ai danni dell'odiata casa Corrino. Ora però si rende conto che tutto ciò non è più sufficiente e che deve organizzare un attacco diretto alle forze imperiali e dei Tleilaxu sul suo ex-pianeta. All'ultimo momento viene però tradito dal mercante che avrebbe dovuto procurargli le astronavi necessarie; vistosi perduto egli fa brillare le atomiche di cui dispone uccidendo se stesso ed un gran numero di Sardaukar imperiali.
Intanto sul pianeta Ginaz, Duncan Idaho ha quasi portato a termine il suo pluriennale addestramento per diventare una perfetta macchina da combattimento, ma proprio durante la cerimonia conclusiva di conferimento del diploma di Maestri delle lame, alcuni ex-allievi del pianeta Grumman, espulsi tempo prima, guidano un attacco alla scuola, che viene respinto a stento con gravi perdite da entrambe le parti.

## Personaggi
Casa Atreides
- Duca Leto Atreides, capo della Casa Atreides
- Thufir Hawat, mentat e capo della sicurezza della Casa Atreides
- Duncan Idaho, giovane guerriero
- Rhombur Vernius, erede della decaduta casata Vernius
- Kailea Vernius, sorella di Rhombur

Casa Harkonnen
- Barone Vladimir Harkonnen, capo della Casa Harkonnen
- Abulurd Harkonnen, fratellastro minore di Vladimir
- Piter De Vries, mentat deviato
- Glossu Rabban detto la Bestia, nipote del barone e governatore di Arrakis durante la dominazione Harkonnen

Casa Corrino
- Shaddam IV, Imperatore Padishah dell'universo conosciuto
- Conte Hasimir Fenring, eunuco genetico, amico e consigliere di Shaddam

Fremen
- Pardot Kynes, planetologo imperiale su Arrakis
- Liet Kynes, figlio di Pardot

Bene Gesserit
- Harishka, Suprema Reverenda Madre della Sorellanza
- Anirul, Reverenda Madre, coordinatrice del progetto "Kwisatz Haderach" e moglie dell'Imperatore
- Gaius Helen Mohiam, Reverenda Madre avente un ruolo fondamentale nel progetto
- Margot Rashino-Zea, Reverenda Madre, moglie di Hasimir Fenring
- Lobia, Veridica dell'Imperatore
- Jessica, novizia, destinata ad essere la nonna dello Kwisatz Haderach
- Tessia, concubina di Rhobur Vernius

Ixiani
- Dominic Vernius, antico signore di Ix ed ora a capo dei contrabbandieri
- C'Tair Pilru, membro della resistenza all'invasione Tleilaxu
- D'Murr Pilru, gemello di C'Tair, pilota della Gilda
- Cammar Pilru, padre dei gemelli, ex-ambasciatore
- Miral Alechem, membro della resistenza all'invasione Tleilaxu

Bene Tleilax
- Hidar Fen Ajidica, responsabile del progetto Amal

## Edizioni
- Brian Herbert, Kevin J. Anderson, Dune: House Harkonnen, Bantam Spectra, 2000,  p. 624, ISBN 0-553-11072-1.
- Brian Herbert, Kevin J. Anderson, Il preludio a Dune 3: I ribelli dell'Impero, collana Oscar Mondadori, traduzione di Altieri, S., Arnoldo Mondadori Editore, 2003,  p. 328, ISBN 978-88-04-52110-5.
- Brian Herbert, Kevin J. Anderson, Il preludio a Dune 4: Vendetta Harkonnen, collana Oscar Mondadori, traduzione di Altieri, S., Arnoldo Mondadori Editore, 2004,  p. 321, ISBN 978-88-04-53283-5.
- Brian Herbert, Kevin J. Anderson, Il preludio a Dune 3: I ribelli dell'Impero, collana Urania n. 1464, traduzione di Altieri, S., Mondadori, 2004,  p. 282, ISSN 1120-5288 (WC · ACNP).
- Brian Herbert, Kevin J. Anderson, Il preludio a Dune 4: Vendetta Harkonnen, collana Urania n. 1464, traduzione di Altieri, S., Mondadori, 2005,  p. 282, ISSN 1120-5288 (WC · ACNP).